# دة كلبعلي
دة كلبعلی (بالإنجليزية: Deh Kalbali)‏ هي قرية تقع في قسم كبوتر سرخ الريفي (مقاطعة تشادغان) في إيران. يقدر عدد سكانها بـ 251 نسمة بحسب إحصاء 2016.